# Joel ben Uri Heilprin
Joel ben Uri Heilprin (* 1690; † 1757) war ein galizischer Thaumaturg, der in Satanów und Zamość wirkte. Er verfügte über eine gewisse Bildung in Medizin und Physik, gab aber vor, durch die Kabbala und den Heiligen Namen Heilungen und Wunder vollbringen zu können. Im Jahre 1720 veröffentlichte er anonym das Werk Toledot Adam, das verschiedene Heilmittel berühmter Kabbalisten beschrieb. Das Vorwort ist ein Panegyrikus über Heilprin und seine Wunder. Heilprin hatte viele Schüler, die nach seinem Tode eine Gruppe von betrügerischen Scharlatanen bildete.